# Projeção transversa de Mercator

Esquema de colocação do cilindro da projeção transversa de Mercator que originará o plano cartográfico com os pontos projetados

A projeção transversa de Mercator é uma projeção cartográfica adaptada da projeção de Mercator. A versão transversa é muito utilizada em sistemas de projeção cartográfica nacionais e internacionais em todo o mundo, incluindo o sistema UTM. Quando considerada conjuntamente com um datum geodésico adequado, a projeção transversa de Mercator é de grande precisão em regiões cartografadas de pequena varição em longitude, ou seja, de pequena extensão leste-oeste.
A projeção de Gauss-Krüger é a versão elipsoidal da projeção transversa de Mercator e semelhante a esta, excetuando que no caso da projeção de Gauss-Krüger, o cilintro toca a esfera ou elipsóide ao longo de um meridiano e não da linha do Equador. O resultado é uma projeção conforme que não mantém as direções. O meridiano central é colocado no centro da região a cartografar. Isto permite minimizar a distorção de todas as propriedades nessa região. A projeção de Gauss-Krüger é assim adequada para cartografia de territórios que se estendem na direção norte-sul.